# Tamburi di guerra
Tamburi di guerra (War Drums) è un film del 1957 diretto da Reginald Le Borg.
È un western statunitense con Lex Barker, Joan Taylor, e Ben Johnson. È incentrato sulle vicende del capo indiano apache Mangas Coloradas (interpretato da Barker), un leader nativo del XIX secolo che ottenne diversi successi contro messicani e americani.

## Produzione
Il film, diretto da Reginald Le Borg su una sceneggiatura di Gerald Drayson Adams, fu prodotto da Howard W. Koch per la Schenck-Koch Productions (accreditata come Palm Productions) e la Bel-Air Productions e girato nel Johnson Canyon e nel Kanab Movie Ranch a Kanab, Utah, da metà luglio al 28 luglio 1956. Il titolo di lavorazione fu Chief Red Sleeves.

## Distribuzione
Il film fu distribuito con il titolo War Drums negli Stati Uniti nell'aprile 1957 (première a Los Angeles l'11 aprile) al cinema dalla United Artists.
Altre distribuzioni:
- in Finlandia il 16 agosto 1957 (Kaikuvat sotarummut)
- in Germania Ovest il 4 aprile 1958 (Rebell der roten Berge)
- in Svezia il 14 maggio 1959 (Krigstrummor)
- in Danimarca il 10 agosto 1959 (Krigstrommen)
- in Brasile (Os Tambores Chamam para a Guerra)
- in Germania (Häuptling der Apachen)
- in Spagna (Tambores de guerra)
- in Francia (Les tambours de la guerre)
- in Grecia (I megali epithesi ton Apache)
- in Grecia (Ta tympana tou polemou)
- in Italia (Tamburi di guerra)
- in Venezuela (Tambores de guerra)

## Promozione
La tagline è: The Deadlist Thunder That Ever Rolled Across The West!.